# Radar (Playboi Carti)
Radar (gestileerd in hoofdletters) is een nummer van de Amerikaanse rappers Playboi Carti. Het werd uitgebracht via AWGE en Interscope Records als het zevende nummer van Carti's derde studioalbum, Music, op 14 maart 2025. Het nummer werd geschreven door Playboi Carti samen met Metro Boomin die het nummer produceerde. Het bevat samples van "Hercules" van Young Thug en "Bottom Of The Map" van "Jeezy".

## Kritische receptie
In een ranglijst van alle bijdragen op het album plaatste Mackenzie Cummings-Grady van Billboard het nummer "Radar" op de negentiende plaats. Hij beschreef dat nummers zoals "Radar" Carti uniek, maar ook polariserend maken en schrijft dat "Hij mixt vaak het experimentele met het traditionele. Ik denk dat hij daar meer waardering voor zou moeten krijgen." Ook beschrijft hij in zijn review dat Metro Boomin invloeden vertoond van de Atlanta-sound van midden jaren 2000 en dat Carti nieuwere flows gebruikt.